# Coupe d'Italie de cyclisme sur route 2020
Navigation
Coupe d'Italie 2019 Coupe d'Italie 2021
La Coupe d'Italie de cyclisme sur route 2020 est la 14e édition de la Coupe d'Italie de cyclisme sur route et la quatrième sous le nom de Ciclismo Cup. Elle débute le 16 février et se termine le 20 septembre. Pour cette édition, 12 épreuves au programme au lieu des 19 initialement prévues, en raison de la pandémie de Covid-19.

## Équipes
Les équipes qui participent sont au nombre de cinq :
- Androni Giocattoli-Sidermec
- Bardiani CSF Faizanè
- Trek-Segafredo
- UAE Emirates
- Vini Zabù-KTM

## Résultats
| #  | Date          | Course                                         | Cat.  | Vainqueur        | Équipe           | Leader du classement individuel | Leader du classement par équipes |
| -- | ------------- | ---------------------------------------------- | ----- | ---------------- | ---------------- | ------------------------------- | -------------------------------- |
| 1  | 16 février    | Trofeo Laigueglia (2020)                       | 1.Pro | Giulio Ciccone   | Italie           | Giulio Ciccone                  | Androni Giocattoli-Sidermec      |
| 2  | 3 août        | Gran Trittico Lombardo (2020)                  | 1.Pro | Gorka Izagirre   | Astana           | Giulio Ciccone                  | Androni Giocattoli-Sidermec      |
| 3  | 5 août        | Milan-Turin (2020)                             | 1.Pro | Arnaud Démare    | Groupama-FDJ     | Giulio Ciccone                  | Androni Giocattoli-Sidermec      |
| 4  | 12 août       | Tour du Piémont (2020)                         | 1.Pro | George Bennett   | Jumbo-Visma      | Giulio Ciccone                  | UAE Team Emirates                |
| 5  | 18 août       | Tour d'Émilie (2020)                           | 1.Pro | Aleksandr Vlasov | Astana           | Giulio Ciccone                  | UAE Team Emirates                |
| 6  | 21 août       | Championnat d'Italie du contre-la-montre       | CN    | Filippo Ganna    | Ineos            | Diego Ulissi                    | UAE Team Emirates                |
| 6  | 23 août       | Championnat d'Italie de la course en ligne     | CN    | Giacomo Nizzolo  | NTT Pro Cycling  | Diego Ulissi                    | UAE Team Emirates                |
| 7  | 29 août       | Trophée Matteotti (2020)                       | 1.1   | Valerio Conti    | UAE Emirates     | Diego Ulissi                    | UAE Team Emirates                |
| 8  | 30 août       | Mémorial Marco Pantani (2020)                  | 1.1   | Fabio Felline    | Astana           | Diego Ulissi                    | UAE Team Emirates                |
| 9  | 1-5 septembre | Semaine internationale Coppi et Bartali (2020) | 2.1   | Jhonatan Narváez | Ineos Grenadiers | Diego Ulissi                    | UAE Team Emirates                |
| 10 | 16 septembre  | Tour de Toscane (2020)                         | 1.1   | Fernando Gaviria | UAE Emirates     | Diego Ulissi                    | UAE Team Emirates                |
| 11 | 17 septembre  | Coppa Sabatini (2020)                          | 1.Pro | Dion Smith       | Mitchelton-Scott | Diego Ulissi                    | UAE Team Emirates                |
| 12 | 20 septembre  | Tour des Apennins (2020)                       | 1.1   | Ethan Hayter     | Ineos Grenadiers | Diego Ulissi                    | UAE Team Emirates                |

## Classements
| Pos. | Coureur          | Équipe                | Points |
| ---- | ---------------- | --------------------- | ------ |
| 1    | Diego Ulissi     | UAE Emirates          | 191    |
| 2    | Andrea Bagioli   | Deceuninck-Quick Step | 128    |
| 3    | Jacopo Mosca     | Trek-Segafredo        | 125    |
| 4    | Giulio Ciccone   | Trek-Segafredo        | 106    |
| 5    | Andrea Vendrame  | AG2R La Mondiale      | 106    |
| 6    | Giacomo Nizzolo  | NTT Pro Cycling       | 100    |
| 7    | Andrea Pasqualon | Circus-Wanty Gobert   | 87     |
| 8    | Davide Ballerini | Deceuninck-Quick Step | 80     |
| 9    | Nicola Conci     | Trek-Segafredo        | 78     |
| 10   | Vincenzo Nibali  | Trek-Segafredo        | 77     |

| Pos. | Coureur         | Équipe                | Points |
| ---- | --------------- | --------------------- | ------ |
| 1    | Andrea Bagioli  | Deceuninck-Quick Step | 128    |
| 2    | Nicola Conci    | Trek-Segafredo        | 78     |
| 3    | Simone Velasco  | Gazprom-RusVelo       | 70     |
| 3    | Simone Velasco  | Gazprom-RusVelo       | 70     |
| 4    | Alessandro Covi | UAE Emirates          | 60     |
| 5    | Lorenzo Rota    | Vini Zabù-KTM         | 48     |

### Classement par équipes
| Pos. | Équipe                      | Points |
| ---- | --------------------------- | ------ |
| 1    | UAE Emirates                | 482    |
| 2    | Androni Giocattoli-Sidermec | 304    |
| 3    | Vini Zabù-KTM               | 235    |
| 4    | Trek-Segafredo              | 179    |
| 5    | Bardiani CSF Faizanè        | 148    |